# Tournoi des Six Nations 2002
Cet article traite de l'épreuve masculine. Pour la compétition féminine, voir Tournoi des Six Nations féminin 2002.
Pour un article plus général, voir Tournoi des Six Nations.
Navigation
Tournoi 2001 Tournoi 2003
Le Tournoi des Six Nations 2002 est remporté par l'équipe de France qui signe son septième Grand Chelem. Il s'agit également du premier Grand Chelem réalisé par une équipe dans une compétition à six nations depuis l'entrée de l'Italie dans le Tournoi en 2000.

## Classement final
| Rang | Nation         | J | V | N | D | Pm  | Pe  | Diff | Pts |
| ---- | -------------- | - | - | - | - | --- | --- | ---- | --- |
| 1    | France         | 5 | 5 | 0 | 0 | 156 | 75  | +81  | 10  |
| 2    | Angleterre (T) | 5 | 4 | 0 | 1 | 184 | 53  | +131 | 8   |
| 3    | Irlande        | 5 | 3 | 0 | 2 | 145 | 138 | +7   | 6   |
| 4    | Écosse         | 5 | 2 | 0 | 3 | 91  | 128 | -37  | 4   |
| 5    | Pays de Galles | 5 | 1 | 0 | 4 | 119 | 188 | -69  | 2   |
| 6    | Italie         | 5 | 0 | 0 | 5 | 70  | 183 | -113 | 0   |

|  | Vainqueur du Tournoi 2002  |
|  | T : Tenante du titre 2001. |

- Attribution des points de classement (Pts) : deux points pour une victoire, un point pour un match nul, zéro en cas de défaite.

- Règles de classement

1. points de classement
2. différence de points terrain
3. nombre d'essais marqués
4. titre partagé.

## Acteurs du Tournoi des Six Nations

Participants au tournoi des Six Nations.

### Joueurs

#### Angleterre
| Entraîneur | Entraîneur             | Clive Woodward                                             |
| Avants     | Pilier                 | Jason Leonard, Graham Rowntree, Phil Vickery, Julian White |
| Avants     | Talonneur              | Mark Regan, Steve Thompson, Dorian West                    |
| Avants     | Deuxième ligne         | Danny Grewcock, Martin Johnson , Ben Kay                   |
| Avants     | Troisième ligne aile   | Neil Back, Lewis Moody, Richard Hill, Joe Worsley          |
| Avants     | Troisième ligne centre | Martin Corry, Lawrence Dallaglio                           |
| Arrières   | Demi de mêlée          | Kyran Bracken, Matt Dawson, Nick Duncombe                  |
| Arrières   | Demi d'ouverture       | Charlie Hodgson, Jonny Wilkinson                           |
| Arrières   | Centre                 | Will Greenwood, Henry Paul, Mike Tindall                   |
| Arrières   | Ailier                 | Iain Balshaw, Ben Cohen, Austin Healey, Dan Luger          |
| Arrières   | Arrière                | Jason Robinson, Tim Stimpson                               |

#### Écosse
| Entraîneur | Entraîneur             | Ian McGeechan                                                        |
| Avants     | Pilier                 | George Graham, Tom Smith, Mattie Stewart                             |
| Avants     | Talonneur              | Gordon Bulloch, Robbie Russell                                       |
| Avants     | Deuxième ligne         | Stuart Grimes, Scott Murray                                          |
| Avants     | Troisième ligne aile   | Martin Leslie, Andrew Mower, Jon Petrie, Budge Pountney, Jason White |
| Avants     | Troisième ligne centre | Simon Taylor                                                         |
| Arrières   | Demi de mêlée          | Graeme Beveridge, Andy Nicol, Bryan Redpath                          |
| Arrières   | Demi d'ouverture       | Duncan Hodge, Gregor Townsend                                        |
| Arrières   | Centre                 | Andrew Henderson, John Leslie, James McLaren                         |
| Arrières   | Ailier                 | Kenny Logan, Glenn Metcalfe, Chris Paterson, Jon Steel               |
| Arrières   | Arrière                | Brendan Laney                                                        |

#### France
| Entraîneur | Entraîneur             | Bernard Laporte                                                                                 |
| Avants     | Pilier                 | Jean-Jacques Crenca, Sylvain Marconnet, Olivier Milloud, Jean-Baptiste Poux, Pieter de Villiers |
| Avants     | Talonneur              | Olivier Azam, Yannick Bru, Sébastien Bruno, Raphaël Ibañez                                      |
| Avants     | Deuxième ligne         | David Auradou, Olivier Brouzet, Fabien Pelous, Thibaut Privat                                   |
| Avants     | Troisième ligne aile   | Alexandre Audebert, Serge Betsen, Olivier Magne, Rémy Martin                                    |
| Avants     | Troisième ligne centre | Steven Hall, Imanol Harinordoquy, Elvis Vermeulen                                               |
| Arrières   | Demi de mêlée          | Alexandre Albouy, Fabien Galthié , Frédéric Michalak, Pierre Mignoni                            |
| Arrières   | Demi d'ouverture       | François Gelez, Gérald Merceron                                                                 |
| Arrières   | Centre                 | Tony Marsh, Damien Traille                                                                      |
| Arrières   | Ailier                 | David Bory, Xavier Garbajosa, Jimmy Marlu, Aurélien Rougerie                                    |
| Arrières   | Arrière                | Nicolas Brusque, Nicolas Jeanjean                                                               |

#### Galles
| Entraîneur | Entraîneur             | Graham Henry /Steve Hansen                                                             |
| Avants     | Pilier                 | Chris Anthony, Duncan Jones, Spencer John, Iestyn Thomas                               |
| Avants     | Talonneur              | Robin McBryde, Barry Williams                                                          |
| Avants     | Deuxième ligne         | Nathan Budgett, Ian Gough, Gareth Llewellyn, Andrew Moore, Craig Quinnell, Chris Wyatt |
| Avants     | Troisième ligne aile   | Colin Charvis, Brett Sinkinson, Gavin Thomas, Martyn Williams                          |
| Avants     | Troisième ligne centre | Scott Quinnell                                                                         |
| Arrières   | Demi de mêlée          | Dwayne Peel, Rob Howley                                                                |
| Arrières   | Demi d'ouverture       | Iestyn Harris, Stephen Jones, Nicky Robinson                                           |
| Arrières   | Centre                 | Andy Marinos, Jamie Robinson, Tom Shanklin, Mark Taylor                                |
| Arrières   | Ailier                 | Dafydd James, Craig Morgan, Gareth Thomas                                              |
| Arrières   | Arrière                | Kevin Morgan, Rhys Williams                                                            |

#### Irlande
| Entraîneur | Entraîneur             | Eddie O'Sullivan                                             |
| Avants     | Pilier                 | Peter Clohessy, John Hayes, Paul Wallace                     |
| Avants     | Talonneur              | Shane Byrne, Frankie Sheahan, Keith Wood                     |
| Avants     | Deuxième ligne         | Mick Galwey , Gary Longwell, Paul O'Connell, Malcolm O'Kelly |
| Avants     | Troisième ligne aile   | Simon Easterby, Keith Gleeson, Eric Miller, David Wallace    |
| Avants     | Troisième ligne centre | Anthony Foley                                                |
| Arrières   | Demi de mêlée          | Guy Easterby, Peter Stringer                                 |
| Arrières   | Demi d'ouverture       | David Humphreys, Ronan O'Gara                                |
| Arrières   | Centre                 | Rob Henderson, John Kelly, Kevin Maggs, Brian O'Driscoll     |
| Arrières   | Ailier                 | Denis Hickie, Shane Horgan, Tyrone Howe, Geordan Murphy      |
| Arrières   | Arrière                | Girvan Dempsey                                               |

#### Italie
| Entraîneur | Entraîneur             | Brad Johnstone |
| Avants     | Pilier                 | Giampiero de Carli, Andrea Lo Cicero, Alessandro Moreno, Andrea Muraro, Carlos Nieto, Salvatore Perugini, Federico Pucciariello |
| Avants     | Talonneur              | Andrea Moretti, Alessandro Moscardi                                                                                             |
| Avants     | Deuxième ligne         | Marco Bortolami, Carlo Checchinato, Santiago Dellapè, Mark Giacheri                                                             |
| Avants     | Troisième ligne aile   | Andrea Benatti, Mauro Bergamasco, Aaron Persico                                                                                 |
| Avants     | Troisième ligne centre | Matthew Phillips, Andrea de Rossi                                                                                               |
| Arrières   | Demi de mêlée          | Matteo Mazzantini, Juan Manuel Queirolo, Alessandro Troncon                                                                     |
| Arrières   | Demi d'ouverture       | Diego Domínguez, Ramiro Pez |
| Arrières   | Centre                 | Mirco Bergamasco, Francesco Mazzariol, Giovanni Raineri, Cristian Stoica, Cristian Zanoletti                                    |
| Arrières   | Ailier                 | Denis Dallan, Luca Martin, Nicola Mazzucato, Roberto Pedrazzi                                                                   |
| Arrières   | Arrière                | Gert Peens, Paolo Vaccari |

## Les matches

### Première journée
- Écosse - Angleterre

| Samedi 2 février 2002 16:00 UTC | Écosse Capitaine : Pountney | 3 - 29 (3-12) | Angleterre Capitaine : Johnson | Murrayfield, Édimbourg 67 500 spectateurs Arbitre : Walsh |
| Samedi 2 février 2002 16:00 UTC | Pénalité(s) : 1 Hodge 27e   |               | Essai(s) : 4 Robinson 8e, 12e Tindall 49e ; B Cohen 80e+6 Transformation(s) : 3 Wilkinson 13e, 49e ; Hodgson 80e+6 Pénalité(s) : 1 Wilkinson 65e | Murrayfield, Édimbourg 67 500 spectateurs Arbitre : Walsh |
| Samedi 2 février 2002 16:00 UTC |                             |               | | Murrayfield, Édimbourg 67 500 spectateurs Arbitre : Walsh |

- France - Italie

| Samedi 2 février 2002 14:00 UTC+1 | France Capitaine : Magne | 33 - 12 (19-12) | Italie Capitaine : Moscardi                                                                                                   | Stade de France, Saint-Denis 62 000 spectateurs Arbitre : Lewis |
| Samedi 2 février 2002 14:00 UTC+1 | Essai(s) : 2 Traille 40e+1, Betsen 84e Transformation(s) : 1/2 Merceron 40e+2 Pénalité(s) : 7 Merceron 8e, 36e, 39e, 40e+4, 44e, 59e, 76e Carton(s) jaune(s) : Auradou 23e |                 | Pénalité(s) : 4 Dominguez 2e, 9e, 20e, 25e Carton(s) jaune(s) : 4 Checchinato 35e, Bortolami 44e, Phillips 55e, Dominguez 62e | Stade de France, Saint-Denis 62 000 spectateurs Arbitre : Lewis |
| Samedi 2 février 2002 14:00 UTC+1 | |                 | | Stade de France, Saint-Denis 62 000 spectateurs Arbitre : Lewis |

- Irlande - pays de Galles

| Dimanche 3 février 2002 | Irlande Capitaine : Galwey | 54 - 10 (24-0) | Pays de Galles Capitaine : S Quinnell                                              | Lansdowne Road, Dublin 48 800 spectateurs Arbitre : Deluca |
| Dimanche 3 février 2002 | Essai(s) : 6 Murphy 5e, 47e ; O'Connell 25e Hickie 74e, Gleeson 75e, O'Gara 79e Transformation(s) : 3/6 Humphreys 6e, 48e, O'Gara 76e Pénalité(s) : 6 Humphreys 13e, 20e, 35e, 40e, 52e, 58e |                | Essai(s) : 1 S Jones 63e Transformation(s) : S Jones Pénalité(s) : z S Jones 80e+4 | Lansdowne Road, Dublin 48 800 spectateurs Arbitre : Deluca |
| Dimanche 3 février 2002 | |                |                                                                                    | Lansdowne Road, Dublin 48 800 spectateurs Arbitre : Deluca |

### Deuxième journée
- Pays de Galles - France

| Samedi 16 février 2002 16:00 UTC | Pays de Galles Capitaine : S Quinnell | 33 - 37 (19-24) | France Capitaine : Ibañez | Millennium Stadium, Cardiff 72 500 spectateurs Arbitre : Hugh assisté de Deluca et de Dickson |
| Samedi 16 février 2002 16:00 UTC | Essai(s) : 3 Quinnell 10e, Budgett 59e, K Morgan 79e Transformation(s) : 3 S Jones Pénalité(s) : 4 S Jones 1re, 29e, 33e, 38e Carton(s) jaune(s) : S Quinnell 40e |                 | Essai(s) : 3 Marsh 27e, 35e ; Rougerie 41e Transformation(s) : 2/3 Merceron 36e, 41e Pénalité(s) : 5 Traille 4e, Merceron 22e, 40e+1, 48e, 70e Drop(s) : 1 Merceron 32e | Millennium Stadium, Cardiff 72 500 spectateurs Arbitre : Hugh assisté de Deluca et de Dickson |
| Samedi 16 février 2002 16:00 UTC | |                 | | Millennium Stadium, Cardiff 72 500 spectateurs Arbitre : Hugh assisté de Deluca et de Dickson |

- Angleterre - Irlande

| Samedi 16 février 2002 14:10 UTC | Angleterre Capitaine : Johnson | 45 - 11 (31-6) | Irlande Capitaine : Galwey                                | Twickenham, Londres 74 000 spectateurs Arbitre : Marshall |
| Samedi 16 février 2002 14:10 UTC | Essai(s) : 6 Wilkinson 22e, B Cohen 25e Greenwood 32e, 56e Worsley 39e, Kay 44e Transformation(s) : 6/6 Wilkinson Pénalité(s) : Wilkinson 11e |                | Essai(s) : 1 O'Gara 59e Pénalité(s) : 2 Humphreys 9e, 28e | Twickenham, Londres 74 000 spectateurs Arbitre : Marshall |
| Samedi 16 février 2002 14:10 UTC | |                |                                                           | Twickenham, Londres 74 000 spectateurs Arbitre : Marshall |

- Italie - Écosse

| Samedi 16 février 2002 13:10 (UTC+1) | Italie Capitaine : Moscardi                   | 12 - 29 (9-9) | Écosse Capitaine : Redpath                                                                                       | Stadio Flaminio, Rome 23 000 spectateurs Arbitre : Deaker |
| Samedi 16 février 2002 13:10 (UTC+1) | Pénalité(s) : 4 Dominguez 9e, 24e, 40e+3, 45e |               | Essai(s) : 2 Townsend 72e, Laney 78e Transformation(s) : 2/2 Laney Pénalité(s) : 5 Laney 18e, 26e, 32e, 50e, 61e | Stadio Flaminio, Rome 23 000 spectateurs Arbitre : Deaker |
| Samedi 16 février 2002 13:10 (UTC+1) |                                               |               | | Stadio Flaminio, Rome 23 000 spectateurs Arbitre : Deaker |

### Troisième journée
- Irlande - Écosse

| Samedi 2 mars 2002 17:00 (UTC+1) | Irlande Capitaine : Galwey | 43 - 22 (22-12) | Écosse Capitaine : Redpath                                                                    | Lansdowne Road, Dublin 49 000 spectateurs Arbitre : Whitehouse assisté de Lander et de Jutge |
| Samedi 2 mars 2002 17:00 (UTC+1) | Essai(s) : 5 O'Driscoll 25e, 39e, 79e Horgan 33e, Easterby 65e Transformation(s) : 3/5 Humphreys 34e, 40e, O'Gara 80e Pénalité(s) : 4 Humphreys 2e, 50e, 53e, 59e |                 | Essai(s) : Leslie 70e Transformation(s) : Laney Pénalité(s) : 5 Laney 10e, 14e, 22e, 40e, 45e | Lansdowne Road, Dublin 49 000 spectateurs Arbitre : Whitehouse assisté de Lander et de Jutge |
| Samedi 2 mars 2002 17:00 (UTC+1) | |                 |                                                                                               | Lansdowne Road, Dublin 49 000 spectateurs Arbitre : Whitehouse assisté de Lander et de Jutge |

- Pays de Galles - Italie

| Samedi 2 mars 2002 14:55 (UTC+1) | Pays de Galles Capitaine : Quinnell | 44 – 20 (23-13) | Italie Capitaine : Moscardi | Millennium Stadium; Cardiff 58 346 spectateurs Arbitre : White assisté de R. Dickson et de Lewis |
| Samedi 2 mars 2002 14:55 (UTC+1) | Essai(s) : 5 C Morgan 2e, D James 12e R Williams 42e, Quinnell 50e, Marinos 55e Transformation(s) : 5/5 S Jones Pénalité(s) : 3 S Jones 17e, 22e, 39e |                 | Essai(s) : 2 Checchinato 21e, Mazzariol 73e Transformation(s) : 2/2 Pez 22e Peens 73e Pénalité(s) : 2 Pez 6e Peens 32e Carton(s) jaune(s) : Persico 49e | Millennium Stadium; Cardiff 58 346 spectateurs Arbitre : White assisté de R. Dickson et de Lewis |
| Samedi 2 mars 2002 14:55 (UTC+1) | |                 | | Millennium Stadium; Cardiff 58 346 spectateurs Arbitre : White assisté de R. Dickson et de Lewis |

- France - Angleterre

| Samedi 2 mars 2002 15:00 (UTC+1) | France Capitaine : Galthié                                                                                     | 20 - 15 (17-7) | Angleterre Capitaine : Johnson                                                                                   | Stade de France, Saint-Denis 79 502 spectateurs Arbitre : Watson assisté de Cole et de Rolland |
| Samedi 2 mars 2002 15:00 (UTC+1) | Essai(s) : 2 Merceron 10e, Harinordoquy 19e Transformation(s) : 2/2 Merceron Pénalité(s) : 2 Merceron 37e, 59e |                | Essai(s) : 2 Robinson 40e+6, B Cohen 80e+6 Transformation(s) : 1/2 Wilkinson 40e+6 Pénalité(s) : 1 Wilkinson 42e | Stade de France, Saint-Denis 79 502 spectateurs Arbitre : Watson assisté de Cole et de Rolland |
| Samedi 2 mars 2002 15:00 (UTC+1) | |                | | Stade de France, Saint-Denis 79 502 spectateurs Arbitre : Watson assisté de Cole et de Rolland |

### Quatrième journée
- Écosse - France

| Samedi 23 mars 2002 | Écosse Capitaine : Redpath                                                      | 10 - 22 (3-10) | France Capitaine : Galthié                                                                                       | Murrayfield, Édimbourg 65 562 spectateurs Arbitre : Rolland |
| Samedi 23 mars 2002 | Essai(s) : 1 Redpath 55e Transformation(s) : 1/1 Laney Pénalité(s) : 1 Laney 7e |                | Essai(s) : 3 Marsh 17e, 42e ; Galthié 47e Transformation(s) : 2/3 Merceron 17e, 47e Pénalité(s) : 1 Merceron 31e | Murrayfield, Édimbourg 65 562 spectateurs Arbitre : Rolland |
| Samedi 23 mars 2002 |                                                                                 |                | | Murrayfield, Édimbourg 65 562 spectateurs Arbitre : Rolland |

- Angleterre - pays de Galles

| Samedi 23 mars 2002 | Angleterre Capitaine : Johnson | 50 - 10 (16-3) | Pays de Galles Capitaine : S Quinnell                                             | Twickenham, Londres 75 000 spectateurs Arbitre : Cole |
| Samedi 23 mars 2002 | Essai(s) : 5 Greenwood 10e, Wilkinson 42e Luger 65e, 67e, Stimpson 91e Transformation(s) : 5/5 Wilkinson Pénalité(s) : 4 Wilkinson 22e, 37e, 54e, 81e Drop(s) : Wilkinson 3e |                | Essai(s) : 1 Harris 72e Transformation(s) : 1/1 Harris Pénalité(s) : 1 Harris 29e | Twickenham, Londres 75 000 spectateurs Arbitre : Cole |
| Samedi 23 mars 2002 | |                |                                                                                   | Twickenham, Londres 75 000 spectateurs Arbitre : Cole |

Jonny Wilkinson réalise un rare full house, c'est-à-dire qu'il marque au moins une fois de chacune des quatre façons possibles dans le même match.
- Irlande - Italie

| Samedi 23 mars 2002 15:00 (UTC+1) | Irlande | 32 - 17 (19-0) | Italie | Lansdowne Road, Dublin 49 000 spectateurs Arbitre : Dickson |
| Samedi 23 mars 2002 15:00 (UTC+1) | Essai(s) : 3 Kelly 39e, 46e Hickie 74e Transformation(s) : 1/3 O'Gara 39e Pénalité(s) : 5 Humphreys 4e, 10e, 16e 62e, O'Gara 40e |                | Essai(s) : 2 Bergamasco 50e, De Carli 83e Transformation(s) : 2/2 Dominguez Drop(s) : Peens 44e Carton(s) jaune(s) : De Carli 25e | Lansdowne Road, Dublin 49 000 spectateurs Arbitre : Dickson |
| Samedi 23 mars 2002 15:00 (UTC+1) | |                | | Lansdowne Road, Dublin 49 000 spectateurs Arbitre : Dickson |

### Cinquième journée
- France - Irlande

| Samedi 6 avril 2002 14:45 (UTC+2) | France | 44 - 5 (28-5) | Irlande               | Stade de France, Saint-Denis 78 000 spectateurs Arbitre : O'Brien |
| Samedi 6 avril 2002 14:45 (UTC+2) | Essai(s) : 5 Betsen 3e, 58e ; Brusque 27e, 79e ; Rougerie 32e Transformation(s) : 2/5 Merceron 3e, 32e Pénalité(s) : 5 Merceron 13e, 23e, 38e, 48e ; Gelez 78e |               | Essai(s) : 1 Wood 11e | Stade de France, Saint-Denis 78 000 spectateurs Arbitre : O'Brien |
| Samedi 6 avril 2002 14:45 (UTC+2) | |               |                       | Stade de France, Saint-Denis 78 000 spectateurs Arbitre : O'Brien |

- Pays de Galles - Écosse

| Samedi 6 avril 2002 19:42 (UTC+2) | Pays de Galles                                                            | 22 - 27 (9-15) | Écosse                                                                               | Millennium Stadium, Cardiff 72 500 spectateurs Arbitre : Jutge |
| Samedi 6 avril 2002 19:42 (UTC+2) | Essai(s) : R Williams Transformation(s) : S Jones Pénalité(s) : 5 S Jones |                | Essai(s) : Bulloch, 2 Transformation(s) : 1/2 Laney Pénalité(s) : 5 Laney, 4 ; Hodge | Millennium Stadium, Cardiff 72 500 spectateurs Arbitre : Jutge |
| Samedi 6 avril 2002 19:42 (UTC+2) |                                                                           |                |                                                                                      | Millennium Stadium, Cardiff 72 500 spectateurs Arbitre : Jutge |

- Italie - Angleterre

| Dimanche 7 avril 2002 15:46 (UTC+2) | Italie                                 | 9 - 45 (3-24) | Angleterre | Stadio Flaminio, Rome 25 000 spectateurs Arbitre : Lawrence |
| Dimanche 7 avril 2002 15:46 (UTC+2) | Pénalité(s) : 3 Dominguez 6e, 44e, 50e |               | Essai(s) : 6 Greenwood 8e, 68e ; B.Cohen 25e ; Robinson 37e Dallaglio 59e ; Healey 84e Transformation(s) : 6/6 Wilkinson 8e, 25e, 37e, 68e, 84e ; Dawson 59e Pénalité(s) : 1 Wilkinson 3e | Stadio Flaminio, Rome 25 000 spectateurs Arbitre : Lawrence |
| Dimanche 7 avril 2002 15:46 (UTC+2) |                                        |               | | Stadio Flaminio, Rome 25 000 spectateurs Arbitre : Lawrence |

## Meilleurs marqueurs d'essais
Les six meilleurs marqueurs d'essais du Tournoi 2002 (par ordre chronologique du dernier essai inscrit) :
| Rang | Nom              | Essais | Équipe     |
| ---- | ---------------- | ------ | ---------- |
| 1    | Will Greenwood   | 5      | Angleterre |
| 2    | Tony Marsh       | 4      | France     |
| 2    | Ben Cohen        | 4      | Angleterre |
| 2    | Jason Robinson   | 4      | Angleterre |
| 5    | Brian O'Driscoll | 3      | Irlande    |
| 5    | Serge Betsen     | 3      | France     |

## Meilleurs marqueurs de points
Les cinq meilleurs marqueurs de points :
| 1 | Gerald Merceron | 80 | France         |
| 2 | Jonny Wilkinson | 75 | Angleterre     |
| 3 | Stephen Jones   | 64 | Pays de Galles |
| 4 | Brendan Laney   | 60 | Écosse         |
| 5 | David Humphreys | 56 | Irlande        |